# 選抜高等学校野球大会 (栃木県勢)
選抜高等学校野球大会における栃木県勢の成績について記す。

## 概要
秋季栃木県大会ではシードを決める為の予選を行ってシード8校を選出する。同大会の優勝校と準優勝校は秋季関東大会に出場する。開催県になった場合には、準決勝で敗退した2校による3位決定戦が行われ、勝利校が関東大会に出場する。そして関東大会にて概ねベスト4以上の成績を残すと、選抜大会に選出される。

## 大会結果
| 年度（大会）         | 選出校                      | 試合結果 | 試合結果                          | 成績     |
| -------------------- | --------------------------- | -------- | --------------------------------- | -------- |
| 1934年（第11回大会） | 栃木中（初出場）            | 2回戦    | ● 0 - 2 神戸一中                  | 初戦敗退 |
| 1939年（第16回大会） | 栃木商（初出場）            | 1回戦    | ● 2 - 5 徳島商                    | 初戦敗退 |
| 1951年（第23回大会） | 宇都宮工（初出場）          | 1回戦    | ○ 4 - 0 平安                      | ベスト8  |
| 1951年（第23回大会） | 宇都宮工（初出場）          | 準々決勝 | ● 0 - 2 明治                      | ベスト8  |
| 1958年（第30回大会） | 宇都宮工（7年ぶり2回目）    | 1回戦    | ○ 5 - 1 芦屋                      | 2回戦    |
| 1958年（第30回大会） | 宇都宮工（7年ぶり2回目）    | 2回戦    | ● 2 - 3 福岡工                    | 2回戦    |
| 1961年（第33回大会） | 作新学院（初出場）          | 1回戦    | ○ 2 - 0 柏原                      | 2回戦    |
| 1961年（第33回大会） | 作新学院（初出場）          | 2回戦    | ● 0 - 2 高松商                    | 2回戦    |
| 1962年（第34回大会） | 作新学院（2年連続2回目）    | 2回戦    | ○ 5 - 2 久賀                      | 優勝     |
| 1962年（第34回大会） | 作新学院（2年連続2回目）    | 準々決勝 | △ 0 - 0 八幡商（延長18回）        | 優勝     |
| 1962年（第34回大会） | 作新学院（2年連続2回目）    | 準々決勝 | ○ 2 - 0 八幡商（再試合）          | 優勝     |
| 1962年（第34回大会） | 作新学院（2年連続2回目）    | 準決勝   | ○ 3 - 2 松山商（延長16回）        | 優勝     |
| 1962年（第34回大会） | 作新学院（2年連続2回目）    | 決勝     | ○ 1 - 0 日大三                    | 優勝     |
| 1963年（第35回大会） | 宇都宮商（初出場）          | 1回戦    | ● 2 - 11 東邦                     | 初戦敗退 |
| 1971年（第43回大会） | 作新学院（9年ぶり3回目）    | 2回戦    | ● 0 - 1 大鉄                      | 初戦敗退 |
| 1973年（第45回大会） | 作新学院（2年ぶり4回目）    | 1回戦    | ○ 2 - 0 北陽                      | ベスト4  |
| 1973年（第45回大会） | 作新学院（2年ぶり4回目）    | 2回戦    | ○ 8 - 0 小倉南                    | ベスト4  |
| 1973年（第45回大会） | 作新学院（2年ぶり4回目）    | 準々決勝 | ○ 3 - 0 今治西                    | ベスト4  |
| 1973年（第45回大会） | 作新学院（2年ぶり4回目）    | 準決勝   | ● 1 - 2 広島商                    | ベスト4  |
| 1975年（第47回大会） | 小山（初出場）              | 1回戦    | ● 4 - 6 天理                      | 初戦敗退 |
| 1976年（第48回大会） | 小山（2年連続2回目）        | 2回戦    | ○ 3 - 2 岡山東商                  | 準優勝   |
| 1976年（第48回大会） | 小山（2年連続2回目）        | 準々決勝 | ○ 4 - 3 土佐                      | 準優勝   |
| 1976年（第48回大会） | 小山（2年連続2回目）        | 準決勝   | ○ 1 - 0 東洋大姫路                | 準優勝   |
| 1976年（第48回大会） | 小山（2年連続2回目）        | 決勝     | ● 0 - 5 崇徳                      | 準優勝   |
| 1977年（第49回大会） | 作新学院（4年ぶり5回目）    | 1回戦    | ● 6 - 8 天理（延長10回）          | 初戦敗退 |
| 1979年（第51回大会） | 作新学院（2年ぶり6回目）    | 1回戦    | ● 1 - 5 大分商                    | 初戦敗退 |
| 1979年（第51回大会） | 宇都宮商（16年ぶり2回目）   | 1回戦    | ○ 3 - 0 久留米商                  | 2回戦    |
| 1979年（第51回大会） | 宇都宮商（16年ぶり2回目）   | 2回戦    | ● 6 - 8x PL学園（延長10回）       | 2回戦    |
| 1986年（第58回大会） | 宇都宮南（初出場）          | 1回戦    | ○ 4x - 3 御坊商工                 | 準優勝   |
| 1986年（第58回大会） | 宇都宮南（初出場）          | 2回戦    | ○ 2x - 1 高知（延長10回）         | 準優勝   |
| 1986年（第58回大会） | 宇都宮南（初出場）          | 準々決勝 | ○ 4 - 3 広島工                    | 準優勝   |
| 1986年（第58回大会） | 宇都宮南（初出場）          | 準決勝   | ○ 8 - 3 新湊                      | 準優勝   |
| 1986年（第58回大会） | 宇都宮南（初出場）          | 決勝     | ● 1 - 7 池田                      | 準優勝   |
| 1987年（第59回大会） | 國學院栃木（初出場）        | 1回戦    | ○ 6 - 5 福井商                    | 2回戦    |
| 1987年（第59回大会） | 國學院栃木（初出場）        | 2回戦    | ● 2 - 12 熊本工                   | 2回戦    |
| 1988年（第60回大会） | 宇都宮学園（初出場）        | 2回戦    | ○ 9 - 1 天理                      | ベスト4  |
| 1988年（第60回大会） | 宇都宮学園（初出場）        | 3回戦    | ○ 6 - 2 北海                      | ベスト4  |
| 1988年（第60回大会） | 宇都宮学園（初出場）        | 準々決勝 | ○ 8 - 7 上宮（延長12回）          | ベスト4  |
| 1988年（第60回大会） | 宇都宮学園（初出場）        | 準決勝   | ● 0 - 4 東邦                      | ベスト4  |
| 1989年（第61回大会） | 宇都宮工（31年ぶり3回目）   | 1回戦    | △ 10 - 10 近大付（延長11回）      | 初戦敗退 |
| 1989年（第61回大会） | 宇都宮工（31年ぶり3回目）   | 1回戦    | ● 3 - 7 近大付（再試合）          | 初戦敗退 |
| 1991年（第63回大会） | 宇都宮学園（3年ぶり2回目）  | 1回戦    | ○ 7 - 4 福岡大大濠                | 2回戦    |
| 1991年（第63回大会） | 宇都宮学園（3年ぶり2回目）  | 2回戦    | ● 2 - 3x 市川                     | 2回戦    |
| 1993年（第65回大会） | 佐野日大（初出場）          | 2回戦    | ○ 3 - 2 鳴門商（延長15回）        | 3回戦    |
| 1993年（第65回大会） | 佐野日大（初出場）          | 3回戦    | ● 2 - 4 八幡商                    | 3回戦    |
| 1994年（第66回大会） | 佐野日大（2年連続2回目）    | 1回戦    | ● 4 - 6 高田商                    | 初戦敗退 |
| 1996年（第68回大会） | 宇都宮工（7年ぶり4回目）    | 1回戦    | ○ 7 - 3 松山商                    | ベスト8  |
| 1996年（第68回大会） | 宇都宮工（7年ぶり4回目）    | 2回戦    | ○ 4 - 3 東邦                      | ベスト8  |
| 1996年（第68回大会） | 宇都宮工（7年ぶり4回目）    | 準々決勝 | ● 1 - 2 鹿児島実                  | ベスト8  |
| 1997年（第69回大会） | 國學院栃木（10年ぶり2回目） | 1回戦    | ○ 9 - 2 桑名西                    | 2回戦    |
| 1997年（第69回大会） | 國學院栃木（10年ぶり2回目） | 2回戦    | ● 5 - 9 育英                      | 2回戦    |
| 2000年（第72回大会） | 國學院栃木（3年ぶり3回目）  | 1回戦    | ○ 10 - 6 育英                     | ベスト4  |
| 2000年（第72回大会） | 國學院栃木（3年ぶり3回目）  | 2回戦    | ○ 6 - 5 九州学院                  | ベスト4  |
| 2000年（第72回大会） | 國學院栃木（3年ぶり3回目）  | 準々決勝 | ○ 3 - 1 福島商                    | ベスト4  |
| 2000年（第72回大会） | 國學院栃木（3年ぶり3回目）  | 準決勝   | ● 2 - 10 智辯和歌山               | ベスト4  |
| 2000年（第72回大会） | 作新学院（21年ぶり7回目）   | 1回戦    | ○ 5 - 3 愛産大三河                | ベスト8  |
| 2000年（第72回大会） | 作新学院（21年ぶり7回目）   | 2回戦    | ○ 8 - 1 佐賀商                    | ベスト8  |
| 2000年（第72回大会） | 作新学院（21年ぶり7回目）   | 準々決勝 | ● 3 - 9 東海大相模                | ベスト8  |
| 2002年（第74回大会） | 宇都宮工（6年ぶり5回目）    | 1回戦    | ● 5 - 6x 福岡工大城東（延長11回） | 初戦敗退 |
| 2004年（第76回大会） | 作新学院（4年ぶり8回目）    | 1回戦    | ● 0 - 3 岡山城東                  | 初戦敗退 |
| 2006年（第78回大会） | 真岡工（21世紀枠・初出場）  | 1回戦    | ● 1 - 9 PL学園                    | 初戦敗退 |
| 2007年（第79回大会） | 佐野日大（13年ぶり3回目）   | 1回戦    | ○ 7 - 0 大牟田                    | 2回戦    |
| 2007年（第79回大会） | 佐野日大（13年ぶり3回目）   | 2回戦    | ● 8 - 11 大阪桐蔭                 | 2回戦    |
| 2008年（第80回大会） | 宇都宮南（22年ぶり2回目）   | 2回戦    | ● 0 - 1 八頭                      | 初戦敗退 |
| 2012年（第84回大会） | 作新学院（8年ぶり9回目）    | 1回戦    | ○ 7 - 3 倉敷商                    | 2回戦    |
| 2012年（第84回大会） | 作新学院（8年ぶり9回目）    | 2回戦    | ● 4 - 5x 鳴門（延長10回）         | 2回戦    |
| 2013年（第85回大会） | 宇都宮商（34年ぶり3回目）   | 2回戦    | ● 1 - 2 鳴門                      | 初戦敗退 |
| 2014年（第86回大会） | 白鷗大足利（初出場）        | 1回戦    | ○ 9 - 1 東陵                      | 2回戦    |
| 2014年（第86回大会） | 白鷗大足利（初出場）        | 2回戦    | ● 1 - 8 沖縄尚学                  | 2回戦    |
| 2014年（第86回大会） | 佐野日大（7年ぶり4回目）    | 1回戦    | ○ 2 - 0 鎮西                      | ベスト4  |
| 2014年（第86回大会） | 佐野日大（7年ぶり4回目）    | 2回戦    | ○ 5x - 4 智辯学園（延長10回）     | ベスト4  |
| 2014年（第86回大会） | 佐野日大（7年ぶり4回目）    | 準々決勝 | ○ 7 - 5 明徳義塾（延長11回）      | ベスト4  |
| 2014年（第86回大会） | 佐野日大（7年ぶり4回目）    | 準決勝   | ● 1 - 8 龍谷大平安                | ベスト4  |
| 2017年（第89回大会） | 作新学院（5年ぶり10回目）   | 1回戦    | ○ 9 - 1 帝京第五                  | 2回戦    |
| 2017年（第89回大会） | 作新学院（5年ぶり10回目）   | 2回戦    | ● 2 - 3 秀岳館                    | 2回戦    |
| 2018年（第90回大会） | 國學院栃木（18年ぶり4回目） | 1回戦    | ○ 3 - 2 英明                      | 3回戦    |
| 2018年（第90回大会） | 國學院栃木（18年ぶり4回目） | 2回戦    | ○ 9 - 5 延岡学園                  | 3回戦    |
| 2018年（第90回大会） | 國學院栃木（18年ぶり4回目） | 3回戦    | ● 4 - 7 智辯和歌山                | 3回戦    |
| 2023年（第95回大会） | 作新学院（6年ぶり11回目）   | 2回戦    | ○ 8 - 6 大分商                    | ベスト8  |
| 2023年（第95回大会） | 作新学院（6年ぶり11回目）   | 3回戦    | ○ 9 - 8 英明                      | ベスト8  |
| 2023年（第95回大会） | 作新学院（6年ぶり11回目）   | 準々決勝 | ● 3 - 12 山梨学院                 | ベスト8  |
| 2023年（第95回大会） | 石橋（21世紀枠・初出場）    | 2回戦    | ● 0 - 3 能代松陽                  | 初戦敗退 |
| 2024年（第96回大会） | 作新学院（2年連続12回目）   | 1回戦    | ● 3 - 6 神村学園                  | 初戦敗退 |

## 通算成績
| 出場 | 試合 | 勝利 | 敗戦 | 引分 | 勝率 | 優勝 | 準優勝 | ベスト4 | ベスト8 |
| ---- | ---- | ---- | ---- | ---- | ---- | ---- | ------ | ------- | ------- |
| 39   | 83   | 43   | 38   | 2    | .531 | 1    | 2      | 4       | 4       |

## 学校別成績
| 校名       | 出場 | 勝敗        | 初出場 | 直近出場 | 最高成績 | 前身校     |
| ---------- | ---- | ----------- | ------ | -------- | -------- | ---------- |
| 作新学院   | 12回 | 14勝11敗1分 | 1961年 | 2024年   | 優勝1回  |            |
| 宇都宮工   | 5回  | 4勝5敗1分   | 1951年 | 2002年   | ベスト8  |            |
| 國學院栃木 | 4回  | 7勝4敗      | 1987年 | 2018年   | ベスト4  |            |
| 佐野日大   | 4回  | 5勝4敗      | 1993年 | 2014年   | ベスト4  |            |
| 宇都宮商   | 3回  | 1勝3敗      | 1963年 | 2013年   | 2回戦    |            |
| 文星芸大附 | 2回  | 4勝2敗      | 1988年 | 1991年   | ベスト4  | 宇都宮学園 |
| 宇都宮南   | 2回  | 4勝2敗      | 1986年 | 2008年   | 準優勝   |            |
| 小山       | 2回  | 3勝2敗      | 1975年 | 1976年   | 準優勝   |            |
| 白鷗大足利 | 1回  | 1勝1敗      | 2014年 | -        | 2回戦    |            |
| 栃木       | 1回  | 0勝1敗      | 1934年 | -        | 初戦敗退 | 栃木中     |
| 栃木商     | 1回  | 0勝1敗      | 1939年 | -        | 初戦敗退 |            |
| 真岡工     | 1回  | 0勝1敗      | 2006年 | -        | 初戦敗退 |            |
| 石橋       | 1回  | 0勝1敗      | 2023年 | -        | 初戦敗退 |            |